# Toni Nadal i Segura
|  | «Toni Nadal» redirigeix aquí. Vegeu-ne altres significats a «Antoni Nadal». |

Toni Nadal i Segura (Cervera, 12 de novembre de 1971 - Coll de Contraix, Vall de Boí, 30 de juny o 1 de juliol de 2012) fou un meteoròleg català, vinculat a Televisió de Catalunya.

## Biografia
Es llicencià en Geografia i entrà a treballar al departament de meteorologia de TV3 com a becari l'any 1993-1994 i professionalment a partir de 1996 després d'una breu estada a Televisió Espanyola. Fou presentador dels programes El Temps i Espai Terra. Morí en un accident de muntanya fent la travessa dels Carros de foc l'1 de juliol de 2012 a l'edat de 41 anys. El gener de 2013 fou guardonat a títol pòstum amb el premi Pica d'Estats de televisió per un reportatge sobre els parcs eòlics de l'Alta Segarra, emès al programa Espai Terra, guardó que fou lliurat el 31 de maig i recollit pels seus dos fills i el director del programa Tomàs Molina.